# Wausau
Wausau je město ve Spojených státech amerických. Nachází se v okrese Marathon County, jehož je zároveň správním městem, ve státě Wisconsin. Ve městě žije  obyvatel a jeho rozloha činí .
Městem protéká řeka Wisconsin. Nachází se zde dvě letiště, jmenovitě Wausau Downtown Airport a Central Wisconsin Airport.

## Rodáci
- Marissa Mayerová (* 1975) – americká manažerka finského původu
- Warren Bernhardt (1938–2022) – americký klavírista